# Service public de l'emploi

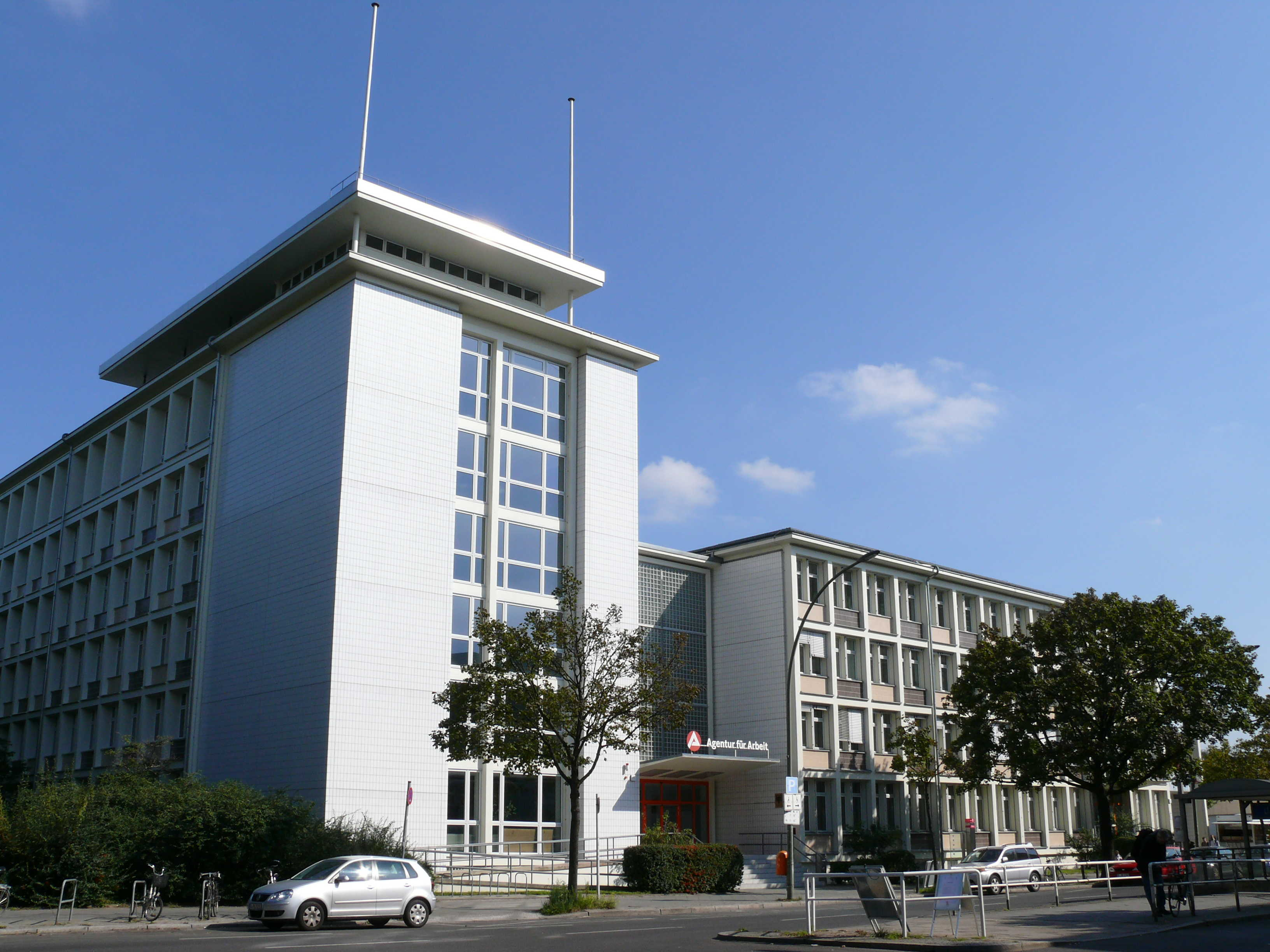
Agence pour l'emploi Berlin-Wedding Müllerstrasse

Le service public de l'emploi est l’ensemble formé par l'unique ou les multiples organismes et agences mises en place par les administrations publiques, dans le but de favoriser l’emploi et la formation professionnelle, et de lutter contre le chômage.

## Cadre international
L’article 2 de la convention nº 2 de l'Organisation internationale du travail (OIT) concernant le chômage, signée en 1919 et entrée en vigueur le 14 juillet 1921 dispose que « chaque Membre ratifiant la présente convention devra établir un système de bureaux publics de placement gratuit placé sous le contrôle d'une autorité centrale ».
La plupart des organismes ou administrations chargés du service public de l'emploi ont adhéré à l'Association mondiale des services d'emploi publics (AMSEP), fondée en 1988 avec l'appui de l'Organisation internationale du travail (OIT).

## En Algérie
En Algérie le service public de l’emploi est une compétence nationale ; il est confié principalement à l’Agence nationale de l’emploi (Anem) qui a pris la succession en 1990 de l’Office national de la main-d’œuvre (ONAMO), créé en 1962.
Des agences d’emploi privées contribuent au service public de l’emploi. Elles sont constituées sur une base territoriale. Il y en avait 16 début 2012.
La Caisse nationale d’assurance-chômage (CNAC) a été créée en 1994, en tant qu’institution publique de sécurité sociale. Elle est chargée de l’indemnisation du chômage des anciens salariés ayant fait l’objet d’un licenciement. Depuis 2004, la CNAC met en œuvre d’un dispositif de soutien à la création d’activité pour les chômeurs âgés de 30 à 50 ans.
L'Agence nationale de soutien à l'emploi des jeunes (ANSEJ) a été créée en 1996. Elle est chargée de la mise en œuvre d’un dispositif de soutien à la création d’activité pour les personnes âgées de moins de 40 ans.

## En Allemagne
La Bundesagentur für Arbeit (« Agence fédérale pour l'emploi ») est la principale administration chargée de prendre en charge les demandeurs d'emploi en Allemagne.

## En Belgique
En Belgique, le service public de l’emploi est divisé en fonction des structures politiques du pays (État, régions et communautés). La régionalisation du service public de l’emploi a été décidée par une loi votée en 1984.
L’Office national de l'emploi (ONEM) est chargé par le gouvernement fédéral de l’organisation de l’assurance chômage pour l’ensemble du pays. L’ONEM a été fondé en 1961. Il assurait le service public de l’emploi jusqu’à la création des entités des différentes régions en 1989.
Le Service flamand pour la recherche d'emploi et la formation professionnelle (en néerlandais : Vlaamse Dienst voor Arbeidsbemiddeling en Beroepsopleiding, VDAB) assure le service public de l'emploi et de la formation professionnelle sur le territoire de la Région flamande. Il prend également en charge la formation professionnelle des néerlandophones sur le territoire de la Région de Bruxelles-Capitale. Le VDAB a été fondé en 1989.
Actiris est l’organisme chargé de la politique de l'emploi pour la Région de Bruxelles-Capitale. Avant juin 2007, il portait le nom d'Office régional bruxellois de l’emploi (ORBEM en français, BGDA en néerlandais). L’ORBEM avait été fondé en 1989.
Bruxelles Formation est chargé de la formation professionnelle pour les francophones sur le territoire de la Région de Bruxelles-Capitale. Bruxelles Formation a été fondé en 1994.
Le Forem est le service public de l'emploi et de la formation professionnelle pour la Région wallonne (hormis le territoire de la Communauté germanophone de Belgique). Le Forem a été fondé en 1989.
L'Agence pour l'emploi de la Communauté germanophone (en allemand : Arbeitsamt der Deutschsprachigen Gemeinschaft, ADG) est chargée de l'emploi et de la formation professionnelle sur le territoire de la Communauté germanophone de Belgique. L’ADG a été fondée en 2000.
Différents organismes locaux participent également au service public de l’emploi comme, les missions régionales pour l'emploi (Mires), chargées en Wallonie du public présentant des difficultés d’insertion ou les maisons de l’emploi, qui existent en Wallonie et en Région de Bruxelles-Capitale.

## Au Danemark
Le Service public de l’emploi (en danois : Arbejdsformidlingen) du Danemark a mis en place un réseau de 91 centre de l'emploi et un site web Jobnet. Des jobcaféer (« cafés de l’emploi ») sont organisés pour favoriser les embauches.[réf. souhaitée]
- Site officiel Jobnet de Arbejdsformidlingen

## Aux États-Unis
Aux États-Unis, le United States Employment Service (en) est l’agence fédérale qui s’occupe des services de l'emploi.

## En France
L’histoire des activités de placement et d’accès au marché du travail, du chômage, de l’indemnisation et de son contrôle ou des études statistiques sur l’emploi, varie au fil du temps mais démarre avec le développement de l'industrie en intégrant de nombreux intervenants privés,.
Un décret d’avril 1946 étatise les organes qui préexistaient avant la seconde guerre mondiale : le SETMO, Services Extérieurs du Travail et de la Main d’Oeuvre est créé auprès du Ministère du Travail.  Cette création fait suite à une ordonnance de mai 1945 intitulée « Placement des travailleurs et contrôle de l’emploi ».
En 1967 sous l’impulsion du Commissariat général du Plan, l’ANPE est créée réservant le monopole du placement au service public
Jusqu'en 2008, le service public de l'emploi était réparti entre de multiples intervenants publics : ANPE, Unédic (et Assedic), Association pour la formation professionnelle des adultes (AFPA), les directions régionales du Travail, de l’Emploi et de la Formation professionnelle (DRTEFP) de chaque région, et les directions départementales du Travail, de l’Emploi et de la Formation professionnelle (DDTEFP) de chaque département. Les DRTEFP et DDTEFP ont fusionné en 2009 dans de nouvelles directions intitulées Directions régionales de l’Entreprise, de la Concurrence, de la Consommation, du Travail et de l’Emploi (DIRECCTE).
La loi no 2008-126 du 13 février 2008 sur la réforme du service public de l'emploi a organisé la fusion de l'ANPE et du réseau Assedic, ainsi que l'intégration éventuelle de la fonction orientation de l'Association pour la formation professionnelle des adultes (AFPA). Pôle emploi a été créé le 19 décembre 2008 lors de la réunion de son premier conseil d'administration.
Le rôle des maisons de l'emploi a également été précisé. Elles « concourent à la coordination des politiques publiques et du partenariat local des acteurs publics et privés qui agissent en faveur de l'emploi, de la formation, de l'insertion et du développement économique » selon l'article 3 de la loi.
L’organisation du service public de l’emploi a été précisée par un décret du 29 septembre 2008 en application de la loi du 13 février 2008. Il définit la composition du conseil d’administration de l’institution issue de la fusion de l’Anpe et du réseau Assedic. Il précise le contenu de la convention pluriannuelle qui sera conclue entre l'État, l'organisme gestionnaire de l'assurance chômage, et la nouvelle institution.
Le décret fixe les règles applicables au nouveau Conseil national de l'emploi qui entre en fonction en novembre 2008. Il définit également le cadre dans lequel fonctionneront les conseils régionaux de l'emploi qui devront être créés dans toutes les régions métropolitaines ou d’outre-mer.
Le décret met enfin en place des conseils territoriaux de l’emploi dans trois collectivités d'outre-mer disposant d’un statut spécifique : Saint-Barthélemy, Saint-Martin et Saint-Pierre-et-Miquelon.

## Au Luxembourg
Au Grand-Duché de Luxembourg, le service public de l’emploi est assuré par l'Agence pour le développement de l'emploi (ADEM). Elle est régie par une loi de 1976 et placée sous l’autorité du ministre du travail et de l’emploi.
Elle a son siège à Luxembourg et sa compétence s’étend sur tout le territoire du Grand-Duché de Luxembourg.

## Au Maroc
Le service public de l'emploi est assuré par un établissement public marocain l'Agence nationale de promotion de l'emploi et des compétences (ANAPEC), créée en juin 2000. L'ANAPEC gère des programmes d'aide à l'emploi, dont IDMAJ qui encourage les entreprises à embaucher des demandeurs d'emplois avec des contrats d'insertion assurant un salaire minimum et comprenant une obligation de formation.
La loi 65-99 relative au code du travail (11 septembre 2003), a permis à des agences privées d’intervenir en matière de recrutement, après autorisation gouvernementale. En août 2012, 39 agences de recrutement privées étaient enregistrées dans huit villes . En 2011, le Maroc était le plus grand marché d’Afrique du Nord pour les agences d’emploi privées .

## Au Québec (Canada)
Du fait de l'entente Canada-Québec relative au marché du travail, intervenue en avril 1997 et entrée en vigueur le 1er janvier 1998, le gouvernement de la province de Québec est responsable de l’essentiel du service public de l’emploi sur son territoire. Le Compte d'assurance-emploi dont le Canada est responsable continue de financer les mesures.
L'agence Emploi-Québec est une unité autonome au sein du ministère de l'Emploi et de la Solidarité sociale. Elle est née de la fusion en 1998, de différents services d'emploi et de main-d'œuvre.
- Site officiel de Emploi-Québec

## Au Royaume-Uni
Au Royaume-Uni, les Jobcentre Plus (en) sont issus de la fusion en 2002 des
anciens Jobcentres, des Social Security Benefits Offices, et de l'agence Benefits Agency qui distribuait les allocations chômage.

## En Suisse
En Suisse, le service public de l’emploi est régi par la Loi fédérale sur l’assurance-chômage et l’indemnité en cas d’insolvabilité (LACI), la Loi fédérale sur le service de l’emploi (LSE), la Loi fédérale sur le travail (LTr) ainsi que des législations cantonales. L’autorité fédérale du marché du travail porte le nom de Seco.
Au niveau des administrations cantonales, les offices du travail sont généralement intégrés au département cantonal de l’économie. Ils portent des noms différents d’un canton à l’autre.
Dans les cantons francophones, les structures portent les noms suivants : Beco à Berne, Service public de l’emploi à Fribourg, Office cantonal de l’emploi à Genève, Service de l’emploi dans le Canton de Neuchâtel, Service cantonal des arts et métiers et du travail dans le Jura, Service de l’industrie, du commerce et du travail en Valais, Service cantonal de l’emploi dans le Canton de Vaud. L’Association des offices suisses du travail (AOST) rassemble les autorités cantonales chargées du marché du travail et le Seco.
La réinsertion des demandeurs d’emploi se fait par l’intermédiaire des offices régionaux de placement (ORP).
L’indemnisation est du ressort des caisses de chômage. En 2008, trente-huit caisses de chômage fonctionnent. Chaque canton exploite une caisse de chômage publique, le reste étant composé de caisses privées fondées par des organisations syndicales et patronales d'importance nationale, régionale ou cantonale. Les personnes assurées et les employeurs peuvent choisir librement leur caisse. Le versement de l'indemnité en cas d'insolvabilité est, aux termes de la loi, de la compétence exclusive des caisses de chômage publiques.
Les offices régionaux de placement, et en règle générale les caisses de chômage publiques, sont directement subordonnés aux offices du travail.

## En Tunisie
Le service public de l'emploi est assuré par un établissement public tunisien l'Agence nationale pour l'emploi et le travail indépendant (ANETI). Elle a été créée en 1993 et est placée sous la tutelle du ministère de l'emploi et de l'insertion professionnelle des jeunes.